# The Arch (Hong Kong)
The Arch (凱旋門 in cinese, Hóisyùhn mùhn in cantonese secondo la romanizzazione Yale) è un grattacielo residenziale di 65 piani alto 231 metri facente parte del più vasto piano di sviluppo immobiliare di Union Square a Hong Kong, sulla penisola di Caolun. Completato nel 2006, esso è il terzo edificio residenziale di Hong Kong per altezza. Il complesso è in realtà costituito da quattro torri: la Sun Tower, la Star Tower, la Moon Tower e la Sky Tower. La Star Tower è collegata alla Moon Tower, mentre la Sky Tower è unita alla Sun Tower. La Sun Tower e la Moon Tower sono quindi congiunte a partire da un'altezza di circa 140 metri andando a così formare l'arco che dà il nome al complesso.

## Galleria d'immagini

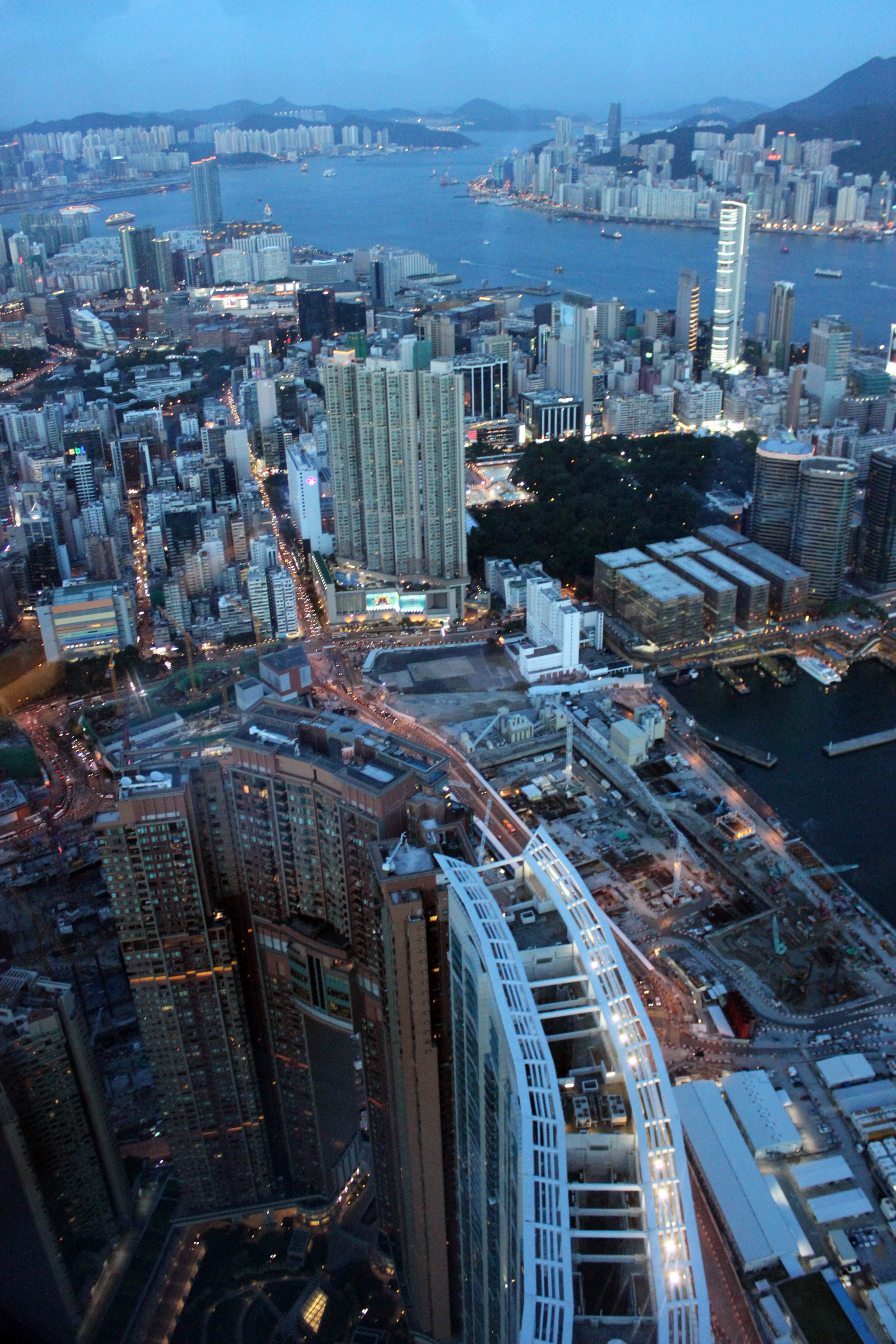
Fotografia scattata dall'International Commerce Centre con The Arch in basso a sinistra
Mappa di Union Square, con The Arch in basso a destra